# Txetuk-2
Txetuk-2 - Четук-2 (rus) és un possiólok, un poble, de la República d'Adiguèsia, a Rússia. Es troba al nord-oest de Ponejukai i de Maikop, la capital de la república.
Pertany al municipi de Tliustenkhabl.